# Gatgölen (Eringsboda socken, Blekinge, 625446-146745)
Gatgölen är en sjö i Ronneby kommun i Blekinge och ingår i Ronnebyåns huvudavrinningsområde. Sjön är 6,7 meter djup, har en yta på 0,028 kvadratkilometer och är belägen 132 meter över havet.